# Марийский областной комитет КПСС
Марийский областной (республиканский) комитет КПСС — центральный партийный орган, существовавший в Марийский автономной области, Марийской АССР и Марийский ССР с 4 ноября 1920 года по 6 ноября 1991 года.

## История
- 4 ноября 1920 года − 1925 год — Марийский областной комитет РКП(б).
- 1925 год — 5 декабря 1936 года — Марийский областной комитет ВКП(б).
- 5 декабря 1936 года — 13 октября 1952 года — Марийский областной комитет ВКП(б).
- 13 октября 1952 года — август 1990 года — Марийский областной комитет КПСС.
- Август 1990 года — февраль 1991 года — Марийский республиканский комитет КПСС.
- Февраль 1991 года — 6 ноября 1991 года — Марийский республиканский комитет КП РСФСР (в составе КПСС).
- 23 августа 1991 года деятельность КП РСФСР приостановлена, а 6 ноября того же года запрещена.

## Первые секретари обкома РКП(б)/ВКП(б)/КПСС
- Петров Иван Петрович, 1920 год — 1921 год, председатель ревкома.
- Болодурин Александр Алексеевич, февраль 1921 года — 15 августа 1921 года, ответственный секретарь.
- Бутенин Николай Фёдорович, 18 августа 1921 года — 15 марта 1922 года, ответственный секретарь.
- Ежов Николай Иванович, 15 марта 1922 года — ноябрь 1922 года, ответственный секретарь.
- Лежнёв-Финьковский Пётр Яковлевич, декабрь 1922 года — 21 июня 1923 года, ответственный секретарь.
- Иванов Иван Иванович, 21 июня 1923 года — 10 декабря 1926 года, ответственный секретарь.
- Куликов Василий Павлович, 10 декабря 1926 года — 27 июля 1929 года, ответственный секретарь.
- Кутузов Сергей Иванович, 30 июля 1929 года — 22 мая 1930 года, ответственный секретарь.
- Ширвани (Мустафабеков) Али Гейдар Ибад-оглы, 28 мая 1930 года — 10 января 1935 года, первый секретарь.
- Врублевский Чеслав Иосифович, 10 января 1935 года — ноябрь 1937 года, первый секретарь.
- Жаднов Зиновий Яковлевич, ноябрь 1937 года — 20 мая 1938 года, и. о. первого секретаря.
- Архипов Василий Михайлович, 20 мая 1938 года — 7 июля 1938 года, и. о. первого секретаря; 11 июля 1938 года — 26 февраля 1939 года, первый секретарь.
- Кушнарёв Вениамин Михайлович, 2 марта 1939 года — 30 апреля 1942 года, первый секретарь.
- Навозов Фёдор Дмитриевич, 30 апреля 1942 года — 9 июля 1945 года, первый секретарь.
- Колоколкин Иван Терентьевич, 9 июля 1945 года — сентябрь 1948 года, первый секретарь.
- Кондратьев Григорий Иванович, сентябрь 1948 года — 4 октября 1951 года, первый секретарь.
- Спиридонов Алексей Михайлович, 4 октября 1951 года — 28 декабря 1957 года, первый секретарь.
- Павлов Георгий Сергеевич, 29 декабря 1957 года — 28 ноября 1963 года, первый секретарь.
- Ураев Пётр Васильевич, 29 ноября 1963 года — 22 июля 1967 года, первый секретарь.
- Алмакаев Пётр Афанасьевич, 22 июля 1967 года — 4 августа 1967 года, и. о. первого секретаря.
- Никонов Виктор Петрович, 4 августа 1967 года — 5 сентября 1979 года, первый секретарь.
- Гусев Иван Степанович, 5 сентября 1979 года — 16 января 1981 года, первый секретарь.
- Посибеев Григорий Андреевич, 16 января 1981 года — 23 августа 1991 года, первый секретарь.